# Шина для газону
Шини для газону (англ. «Turf Saver» — «зберігач дерну», «Lawn and Garden» — «газон і сад») — шини для малої техніки сільськогосподарського призначення, гольф-карів і т.ін., які за рахунок великої поверхні контакту з ґрунтом не завдають шкоди рослинності.

## Особливості умов експлуатації

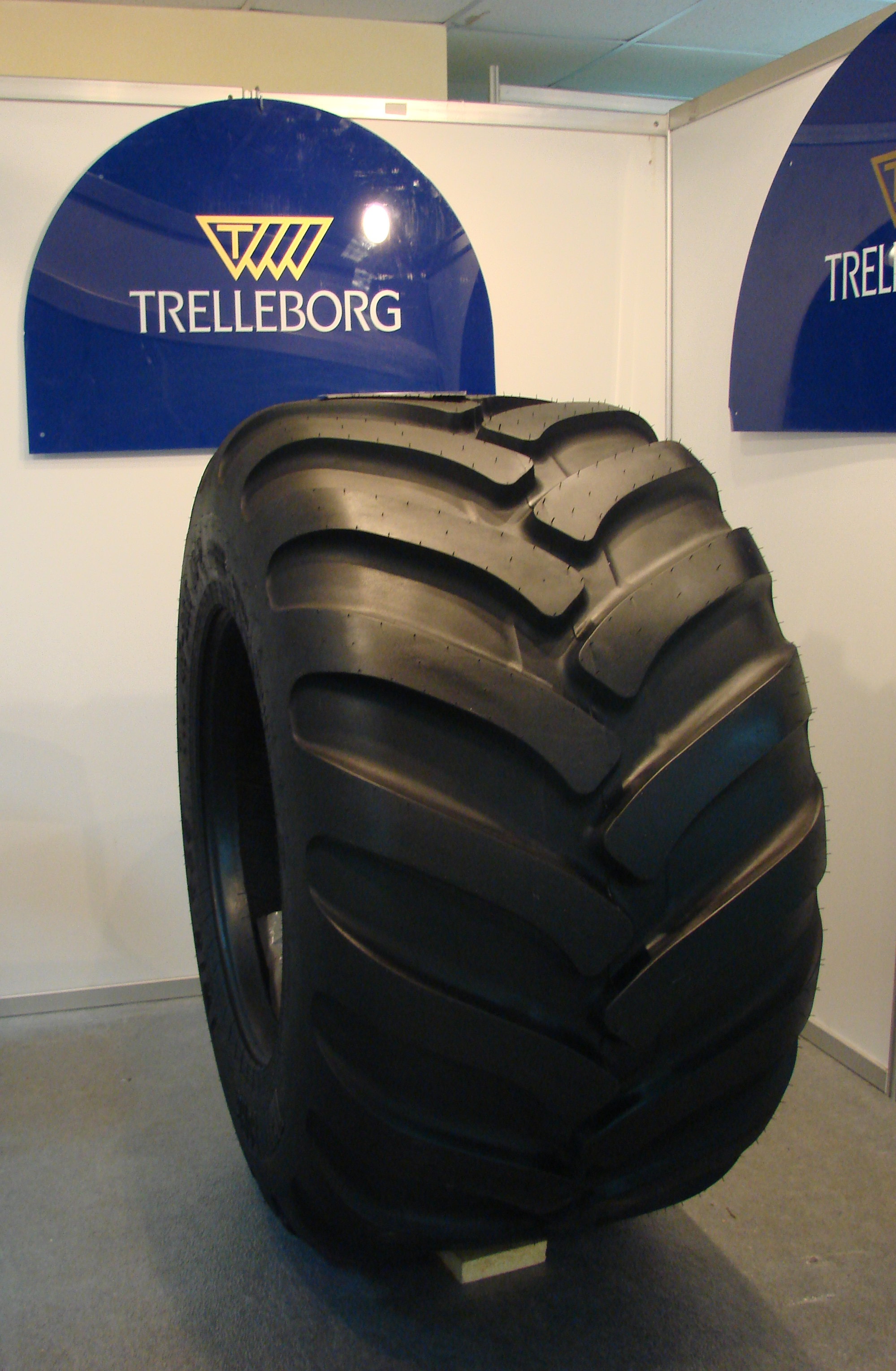
Для зменшення впливу на дерен та ґрунт, а також для підвищення прохідності шини сільхозпризначення мають розвинену поверхню та спеціальний протектор

Окрім збереження трави, для газонних шин важливо забезпечити надійне зчеплення, оскільки косарки та міні-трактори працюють і на горбистій місцевості. Зазвичай, механізоване обладнання не має проблем при підйомі, якщо шина втрачає зчеплення, машина іноді спускається назад, після чого зчеплення відновлюється, а передні колеса піднімаються з землі, що може викликати перекидання. Спуск може бути більш небезпечним, оскільки при гальмуванні можливе блокування коліс та неконтрольоване сповзання. Треба зазначити, що найбільшу шкоду дерну завдає буксування, тому шини з рифленим протектором в більшості випадків краще, ніж гладкі.

## Маркування
На бічній поверхні шини для дерну зазвичай нанесено позначку NHS, що означає «не шосейне (Non-Highway Service)» використання. Швидке переміщення на шосе викликає перегрів та пошкодження матеріалу покришки.
Маркування, в якому вказуються конкретні характеристики прийнято виконувати в одному з двох варіантів.
Двозначне маркування

Позначення 4.80-8 означає, що ободок шини має діаметр у 8 дюймів, а ширина шини — 4,8 дюйма.
Тризначне маркування

Наприклад 15 × 6,00-6 означає, що діаметр надутої шини без навантаження становить 15 дюймів. Ширина шини становить 6 дюймів. Ширина обода — 6 дюймів.

## Діапазон навантаження
Діапазон навантаження або ступінь навантаження характеризує цільову вантажопідйомність машини.
Різні виробники використовують різні позначення. Нижче наведена таблиця відповідності до Ply — умовного позначення міцності каркаса пневматичної шини, що визначає якусь межу максимально допустимої навантаження (ГОСТ 22374-77)
LRA, Діапазон навантаження «A», 2 Ply

LRB, Діапазон навантаження «B», 4 Ply

LRC, Діапазон навантаження «C», 6 Ply

LRD, Діапазон навантаження «D», 8 Ply

LRE, Діапазон навантаження «E», 10 Ply

LRF, Діапазон навантаження «F», 12 Ply

## Перелік посилань
1. ↑  Antonio Bennett (12-03-2017). Turf Saver Lawn & Garden Tires (eng) . Архів оригіналу за 19 березня 2019. Процитовано 8 грудня 2018.
2. ↑  What Do Tire Numbers Mean on Lawn Mowers? (eng) . Архів оригіналу за 27 червня 2018. Процитовано 8 грудня 2018.